# Ga Songnae
Ga Songnae (Tiếng Hàn: 송내역, Hanja: 松內驛) là ga trên Tàu điện ngầm Seoul tuyến 1. Nó là ga trên mặt đất nằm ở thành phố Bucheon. Nó cho phép truy cập đến nhiều nhà hàng và một số dịch vụ khác, bao gồm Toona Shopping Center.

## Bố trí ga
| ↑ Jung-dong | ↑ Bucheon  | Jung-dong ↓ |
| １          | \| ３      |             |
| ↑ Bugae     | Bupyeong ↓ | Bugae ↓     |

| 1 | ● Tuyến 1 | Địa phương                 | ← Hướng đi Uijeongbu · Dongducheon · Yeoncheon |
| 2 | ● Tuyến 1 | Tốc hành·Tốc hành đặc biệt | ← Hướng đi Bucheon · Guro · Yongsan            |
| 3 | ● Tuyến 1 | Tốc hành·Tốc hành đặc biệt | → Hướng đi Juan · Jemulpo · Dongincheon →      |
| 4 | ● Tuyến 1 | Địa phường                 | → Hướng đi Juan · Jemulpo · Incheon →          |

## Xung quanh nhà ga
- Tuna
- Công viên Solan
- Trường tiểu học Solan
- Phố Songnae Rodeo (trước đây là Phố Duli)
- Trung tâm hỗ trợ cư dân Songnae 1
- Trung tâm trung chuyển ga Songnae
- Trạm xe buýt liên tỉnh Ga Songnae
- Bệnh viện Đông y Jaseng
- Trường tiểu học Buin
- Trường trung học cơ sở Buin
- Trung tâm văn hóa Boksagol
- Trung tâm phúc lợi hành chính Sangdong
- Trung tâm hỗ trợ thường trú Sang1
- Nút giao thông Songnae Đường cao tốc vành đai 1 vùng thủ đô Seoul
- Văn phòng công tố quận Incheon Chi nhánh Bucheon
- Tòa án quận Incheon Chi nhánh Bucheon
- Khu vực Sangdong
- Trung tâm An toàn Sangdong 119
- Tòa nhà chung Lao động và Phúc lợi Seoul
- Bệnh viện Tai nạn Công nghiệp Seoul (trước đây là Bệnh viện Jungang)
- Đại học Bách khoa Hàn Quốc Ⅱ
- Dịch vụ Phúc lợi và Bồi thường cho Người lao động Hàn Quốc Chi nhánh phía Bắc Seoul
- Cơ quan Việc làm Hàn Quốc cho Chi nhánh Người khuyết tật Hàn Quốc
- Trường tiểu học Incheon Geumma
- Sư đoàn bộ binh 17 (Quân đoàn huấn luyện tuyển dụng)
- Hướng tới Ilshin-dong, Bupyeong-gu, Incheon
- Đến Jangsuseochang-dong, Namdong-gu, Incheon
- Hướng tới công viên lớn Incheon
- Nút giao thông Jangsu Đường cao tốc vành đai 1 vùng thủ đô Seoul

## Hình ảnh

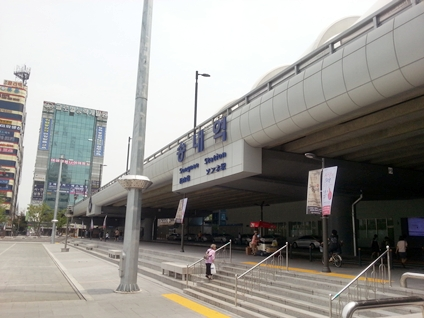
Bảng tên ga ở phía bắc
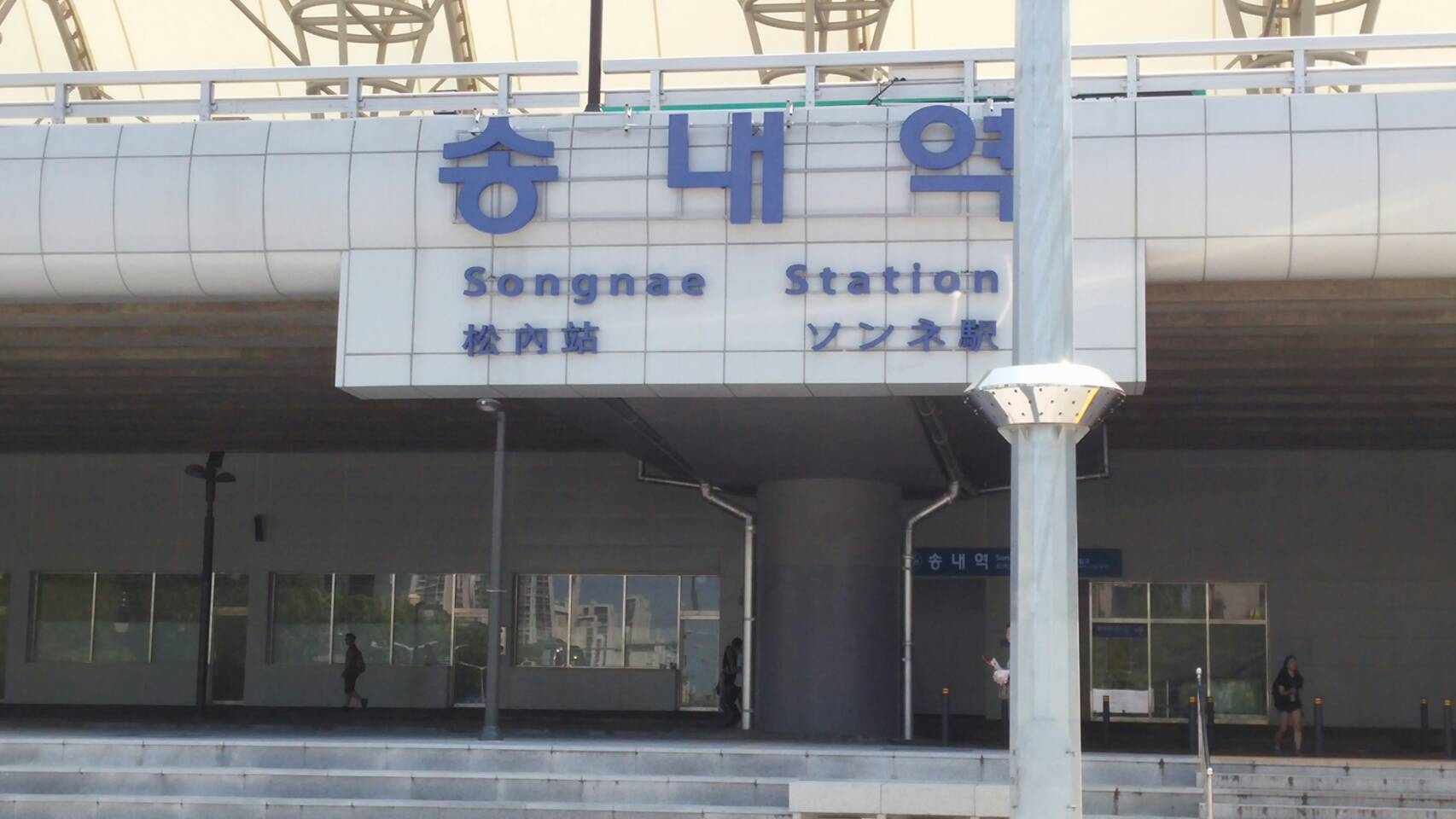
Bảng tên ga
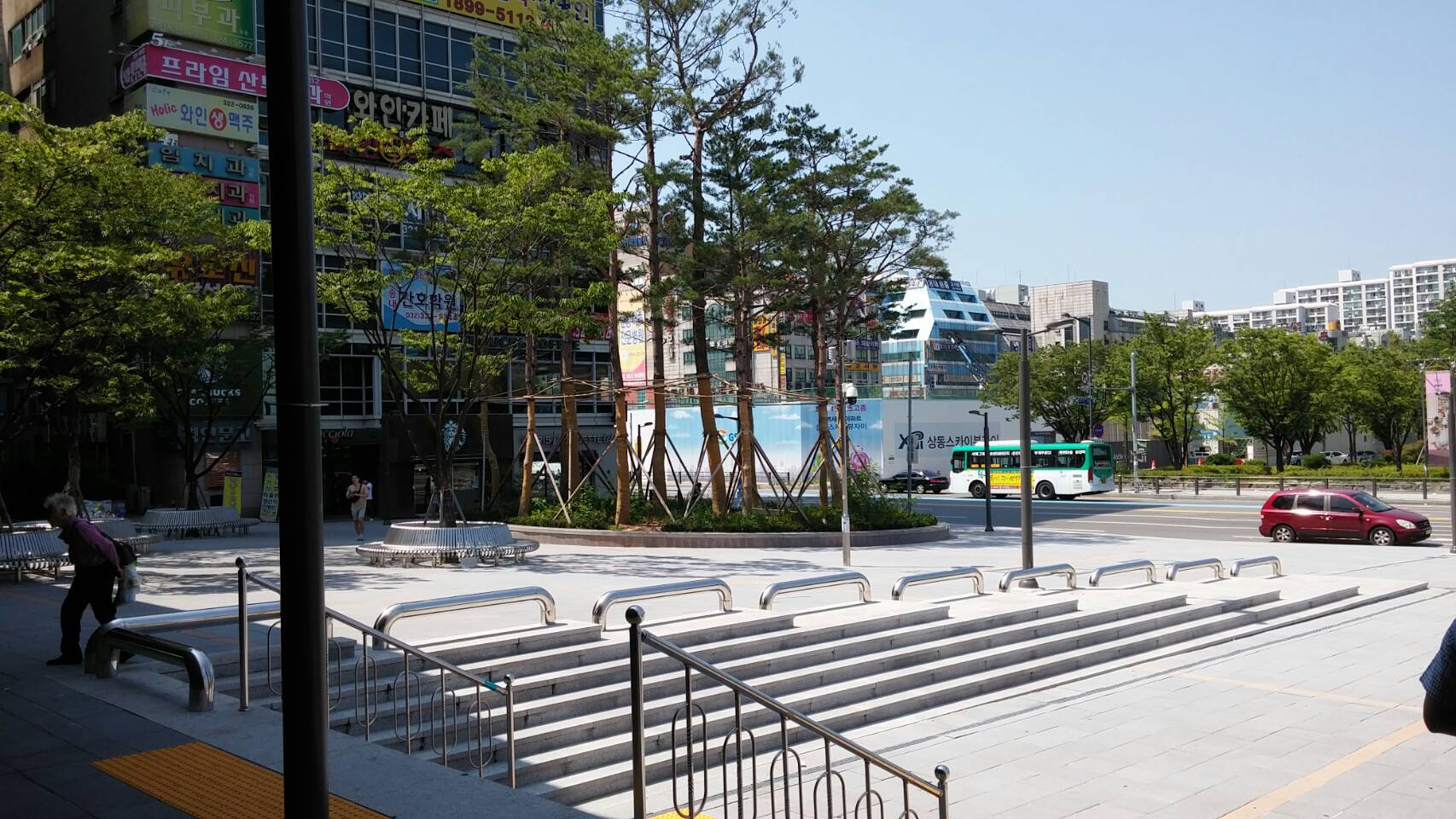
Lối lên
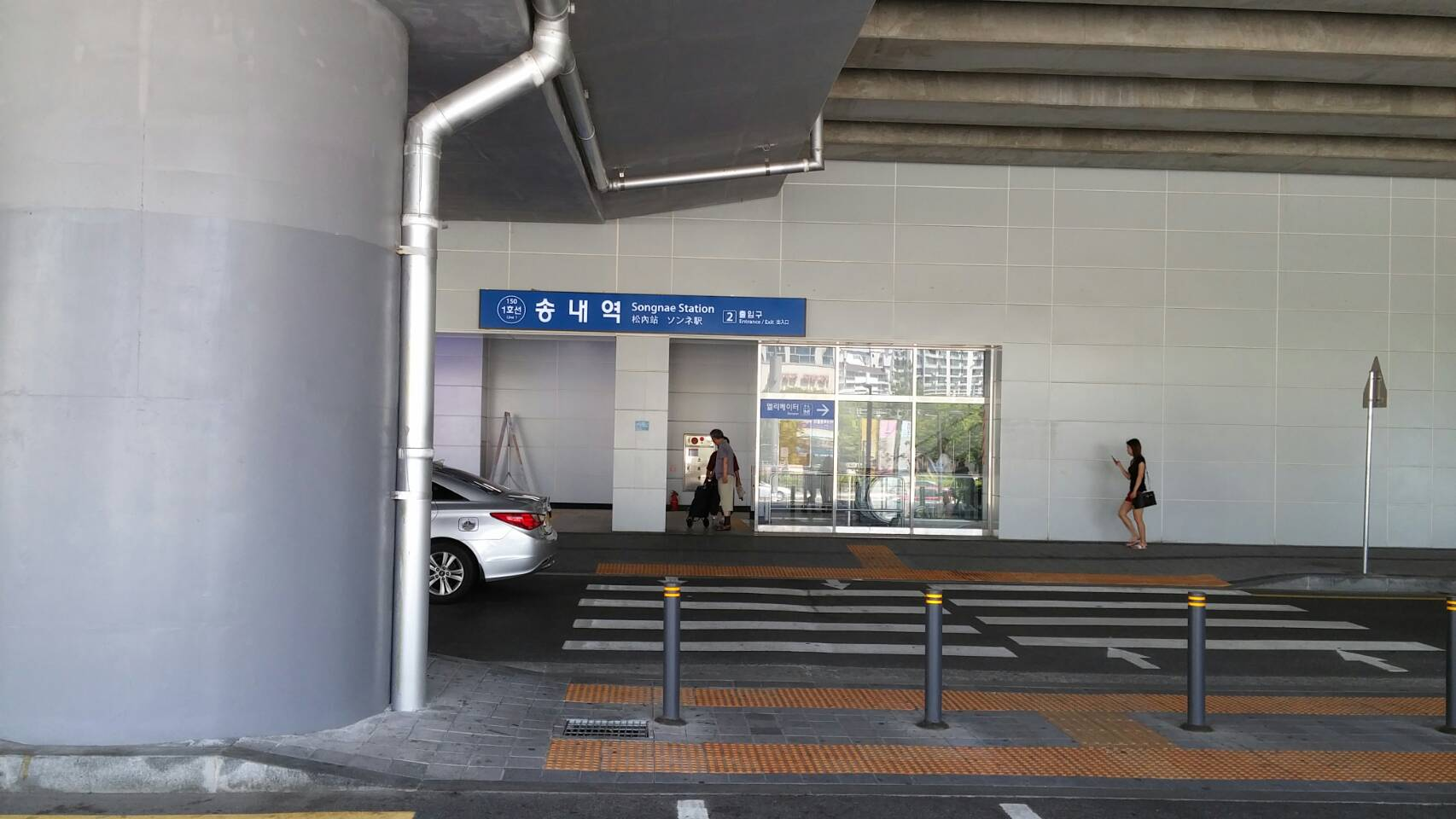
Lối vào sân ga Songnae (1)
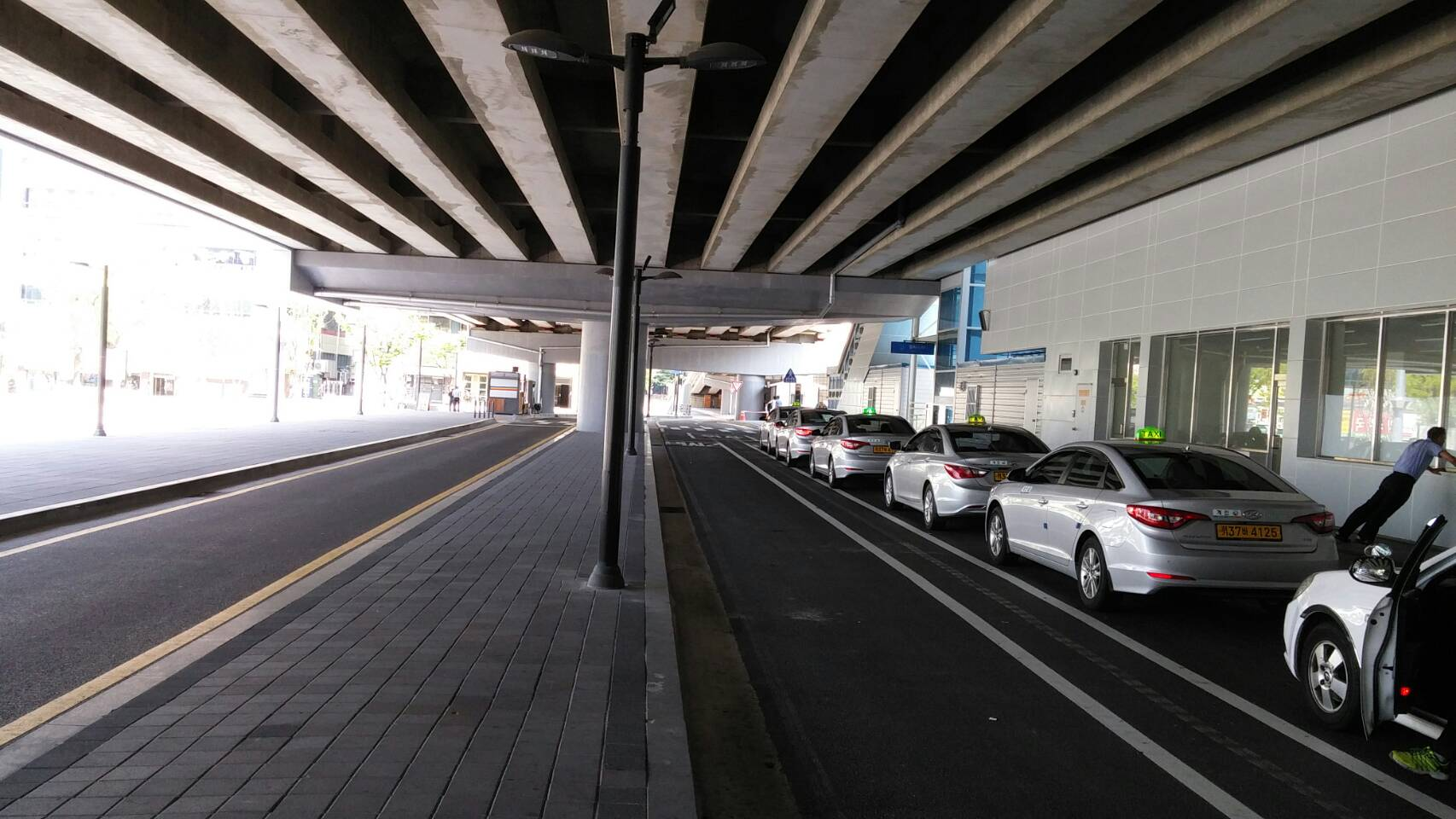
Lối vào sân ga Songnae (2)
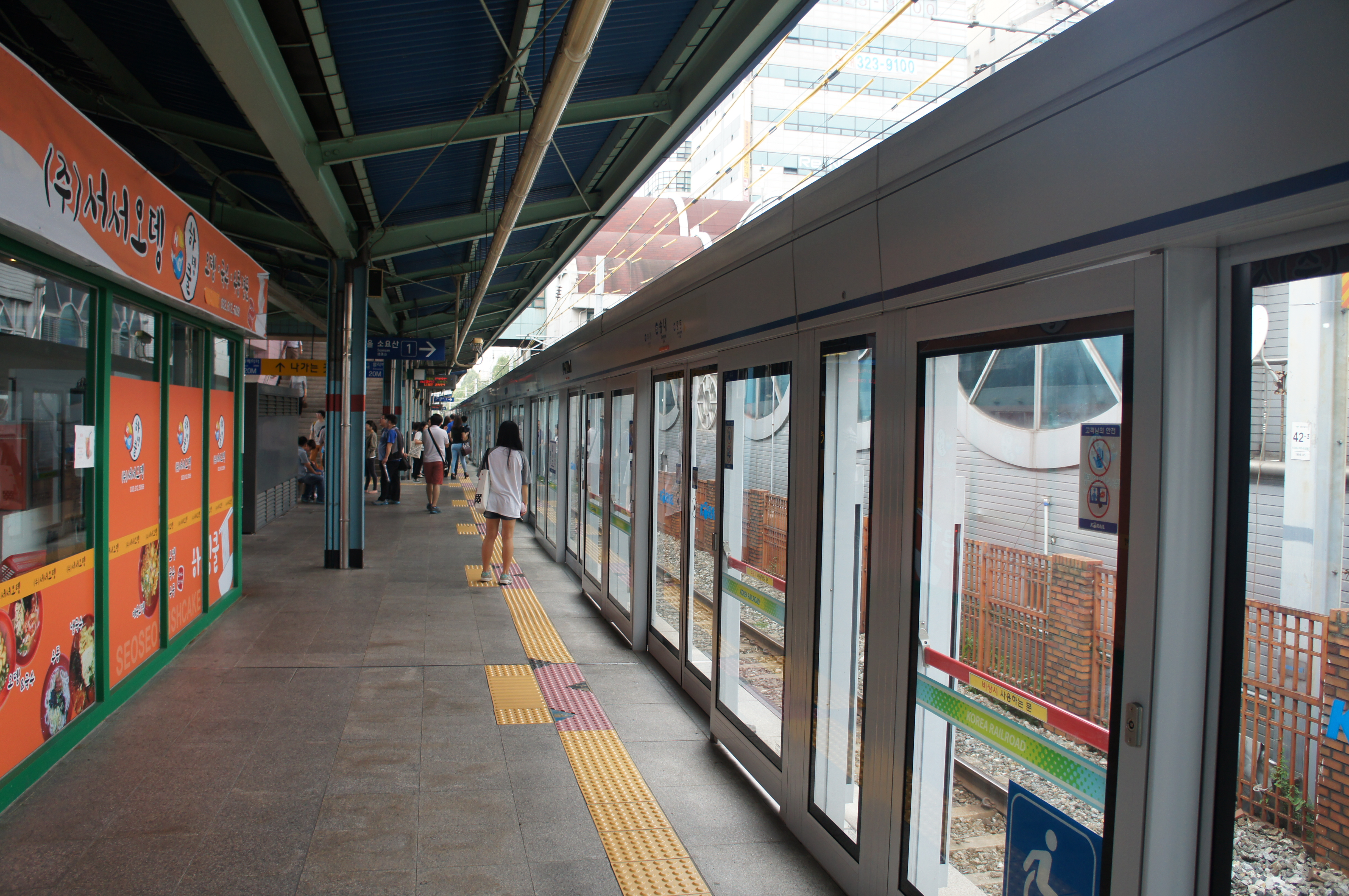
Sân ga
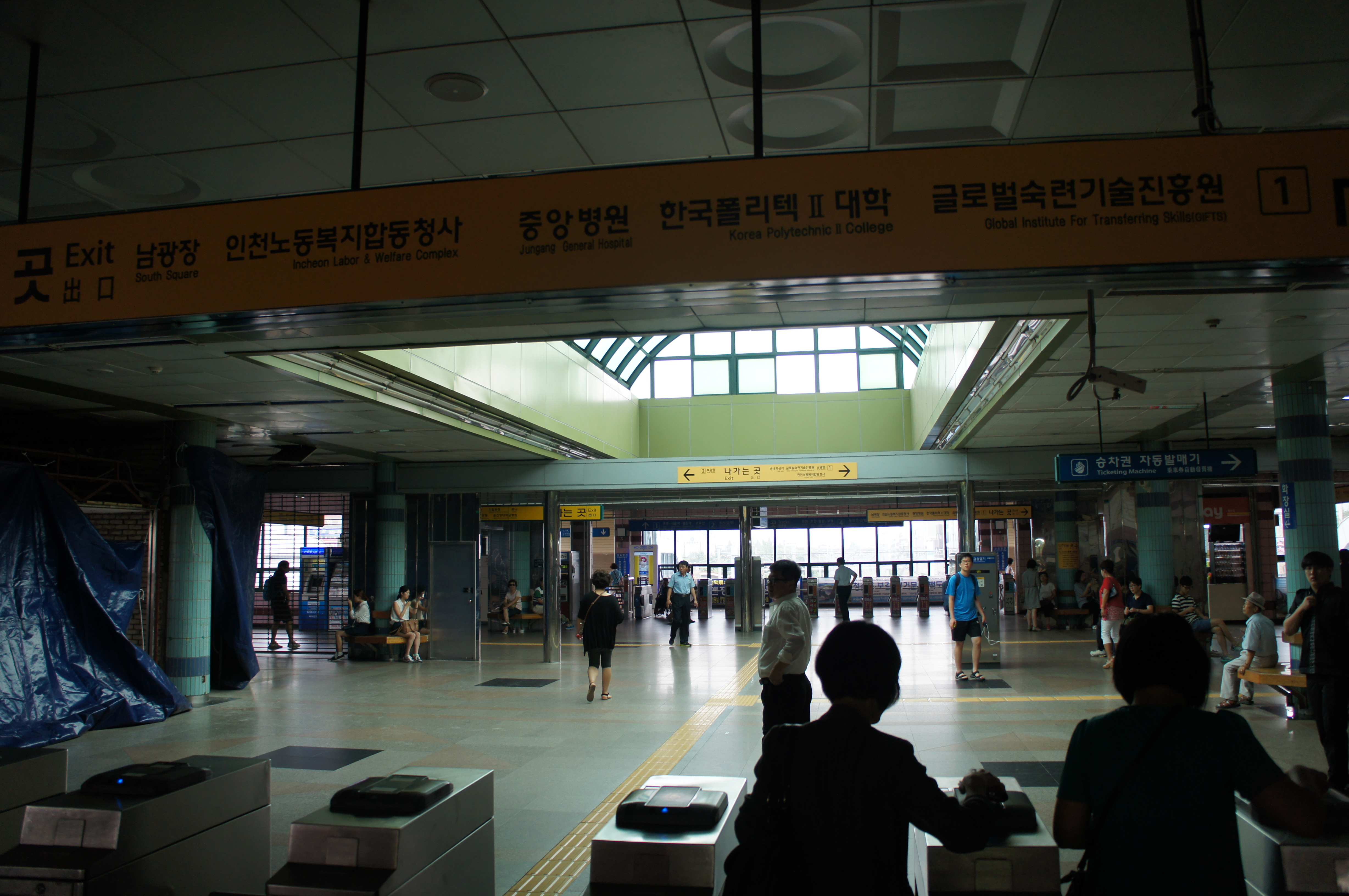
Sảnh
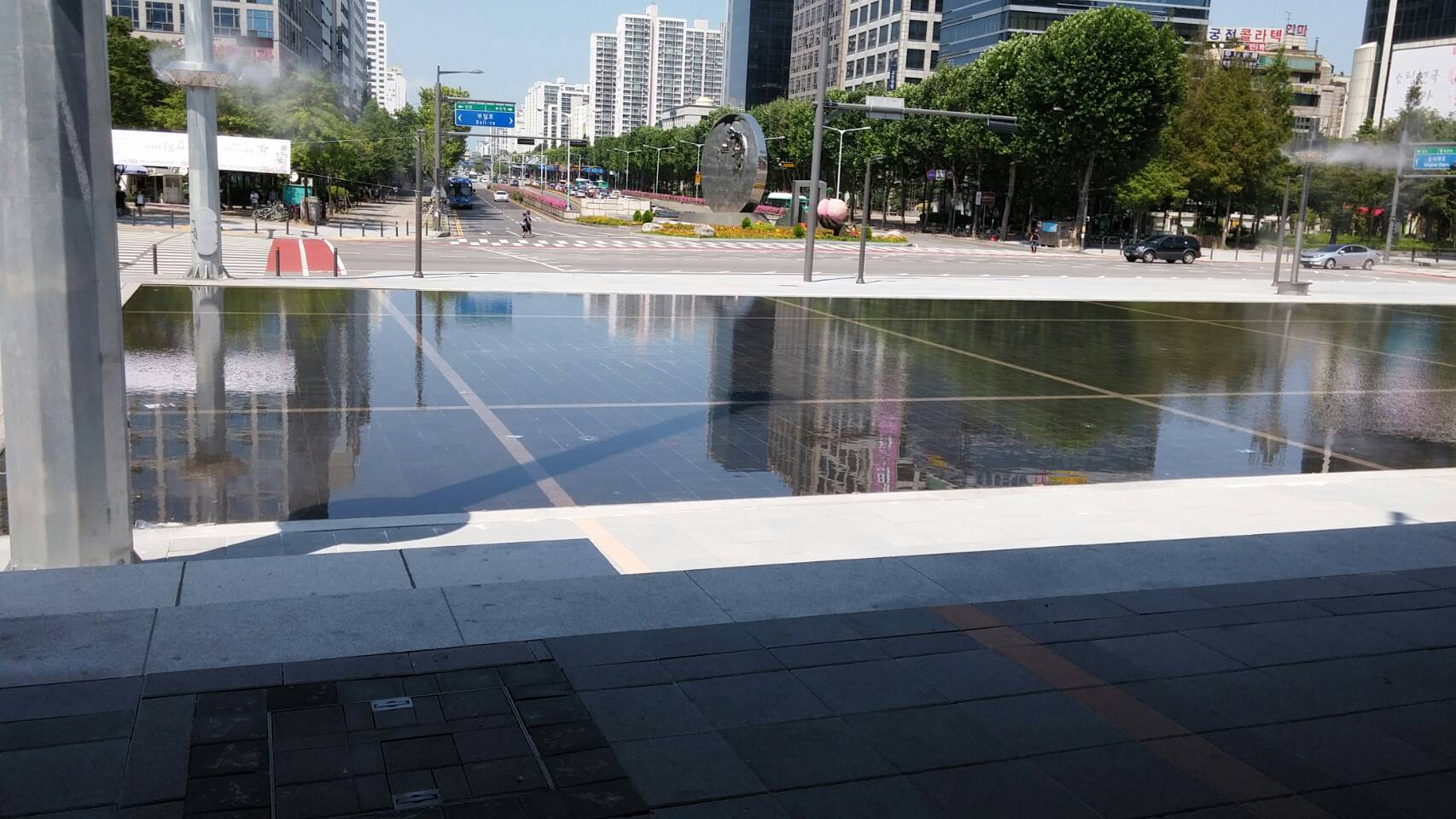
Quảng trường nước phục vụ như một đài phun nước vào mùa hè và sân trượt băng vào mùa đông.
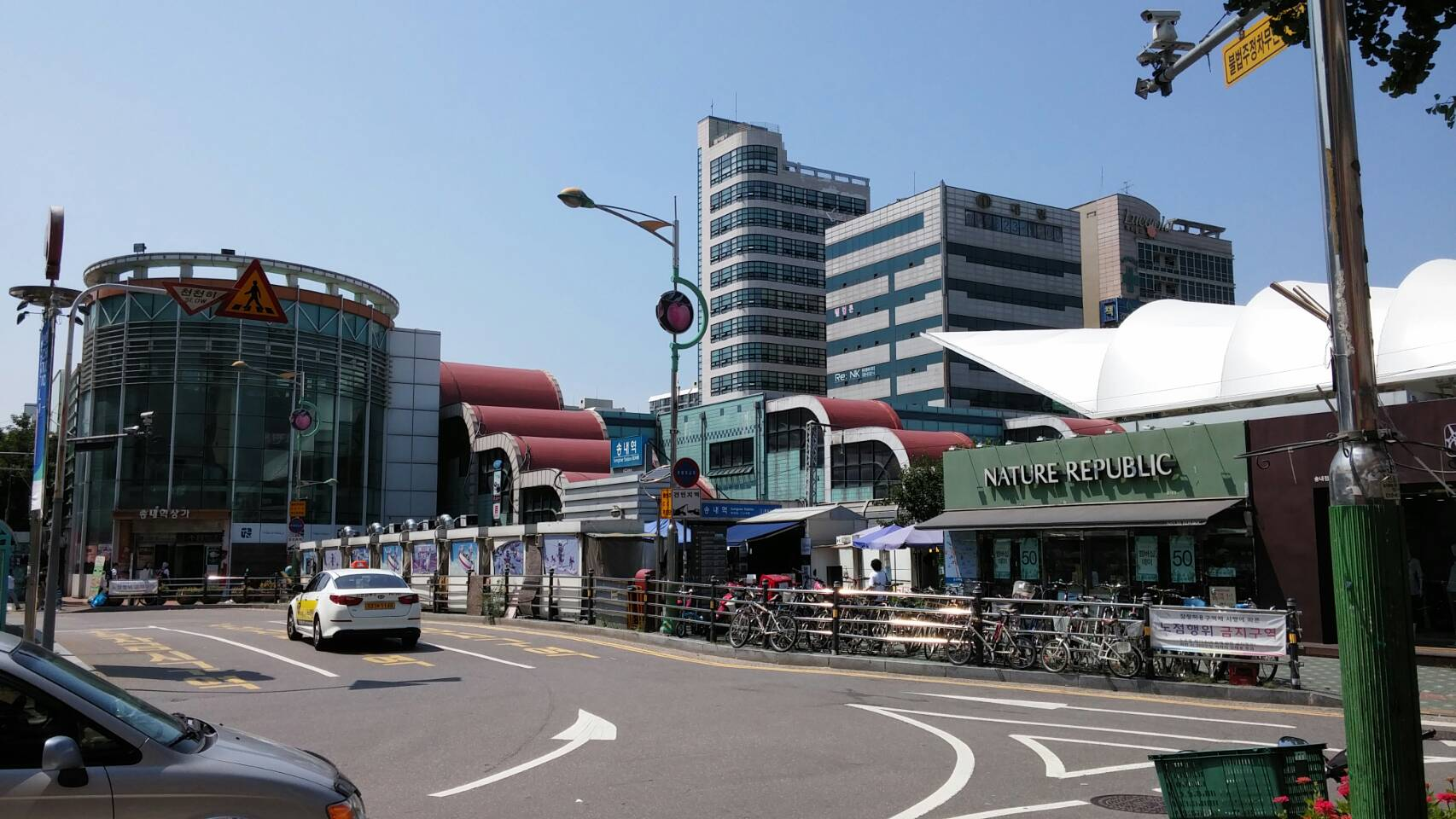
Gần quảng trường phía Nam ga Songnae
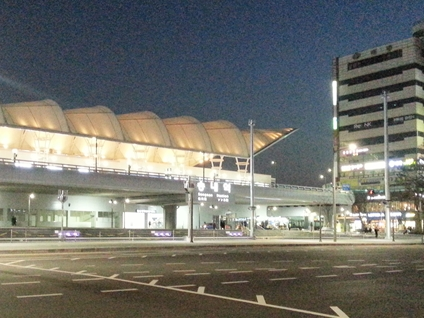
Ga Songnae về đêm
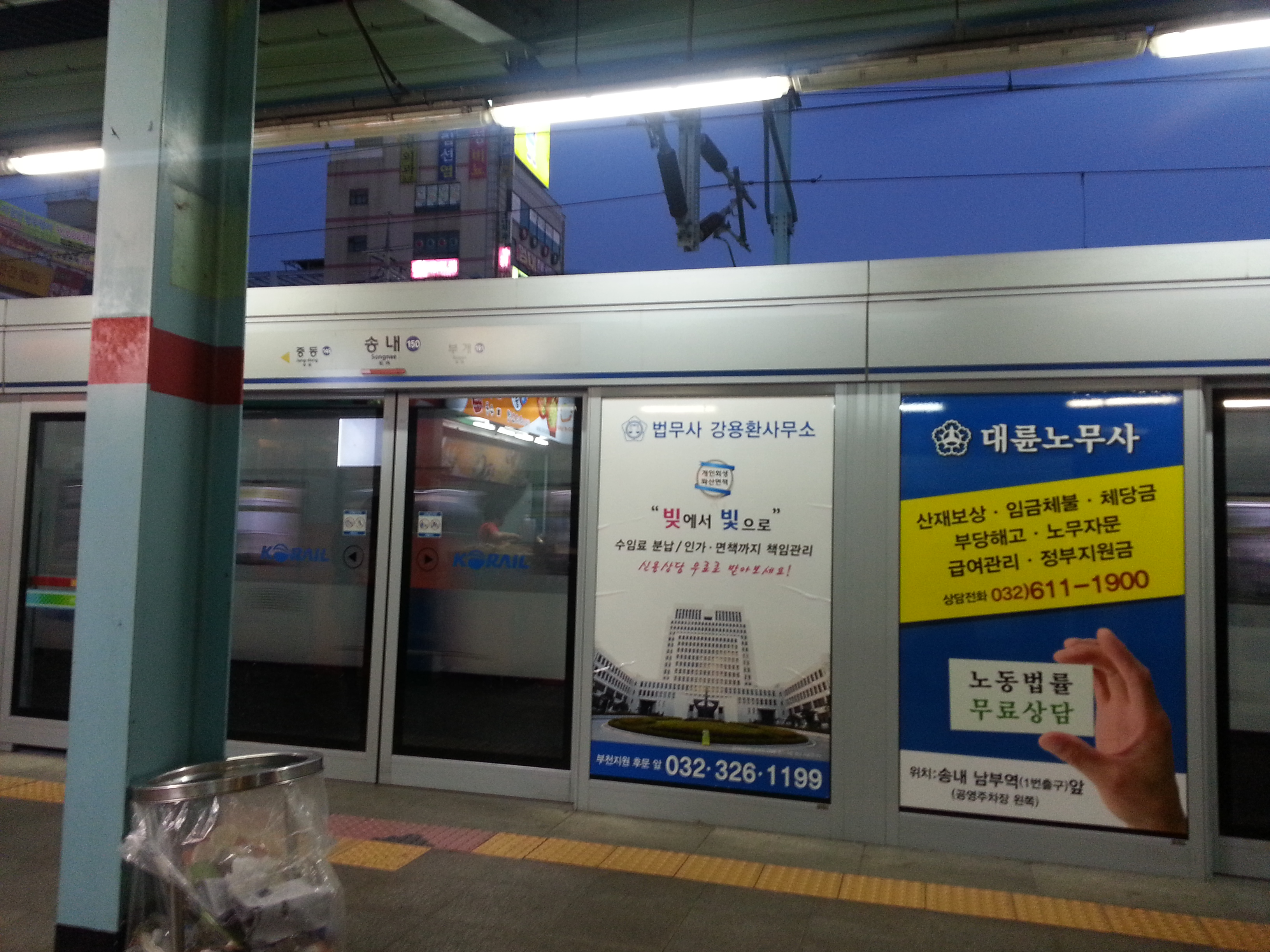
Cửa chắn sân ga